# Carla Quevedo
Pour les articles homonymes, voir Quevedo.
Carla Quevedo, née le 23 avril 1988, est une actrice et styliste argentine. Elle est notamment connue pour son rôle de Liliana Colotto dans le film Dans ses yeux.

## Carrière
Carla Quevedo obtient son premier rôle en 2009 dans le film argentin Dans ses yeux, dirigé par Juan José Campanella. Elle est actuellement styliste pour la ligne de maillot de bain La Belle Rebelle et vit à New York et Buenos Aires.

## Filmographie

### Au cinéma
| Année | Titre                      | Rôle            | Notes         |
| ----- | -------------------------- | --------------- | ------------- |
| 2009  | Dans ses yeux              | Liliana Colotto |               |
| 2012  | Terminations               | Helena          | Court métrage |
| 2012  | Side Effects               | Alena           | Court métrage |
| 2012  | April in New York          | Valeria         |               |
| 2013  | Errata                     | Modelo          |               |
| 2013  | 20.000 besos               | Luciana         |               |
| 2014  | Affluenza                  | Gail            |               |
| 2014  | Bohemia                    | Bohemia         |               |
| 2015  | Pasaje de vida             | Diana           |               |
| 2016  | Célibataire, mode d'emploi | Camille         |               |
| 2016  | Youth in Oregon            | Gilda           |               |

### À la télévision
| Année     | Titre                              | Rôle              | Notes      |
| --------- | ---------------------------------- | ----------------- | ---------- |
| 2013-2014 | Farsantes                          | Valeria Del Valle | 2 épisodes |
| 2014      | Las 13 esposas de Wilson Fernández | Carolina          |            |
| 2015      | Show Me a Hero                     | Nay Noe           | 6 épisodes |

## Récompenses
En 2013, Carla Quevedo a gagné le prix de la meilleure actrice au HollyShorts Film Festival à Los Angeles.